# アストラ (アルバム)
『アストラ』 (Astra) は、イギリスのプログレッシブ・ロック・バンドであるエイジアが1985年に発表したアルバム。

## 概要
ギタリストのスティーヴ・ハウは本作発表前にバンドを脱退し、スイス人であるマンディ・メイヤーと交代した。ハウによると、アルバムの発売前にレコード会社からアルバムで演奏して欲しいとアプローチを受けたが、アルバムの素材を聴いて断った。愛についての歌詞が少なく、アストラはこれまでのエイジアの作品と少し異なる。
『アストラ』は日本では人気だったものの、人々の興味をひきつけられず、ビルボードで67位が最高と注目されなかった。ジョン・ウェットンも「なぜ急に売れなくなったのかわからない」と語っていた。
アルバム発売後、ウェットンはエイジアを脱退し、メイヤーは再びエイジアで演奏することはなかった。バンドは『アストラ』に伴うコンサート・ツアーをキャンセル後、活動を終えた。バンドが活動を再開するのは、1990年まで待たねばならなかった。
アルバムの解説によると、当初は「Arcadia」というタイトルを予定していたが、同じ時期にデュランデュランのサイモン、ニック、ロジャーによってアーケイディアのデビューが発表されたため変更したという。
SFをテーマにアルバムのカバーで描かれた女性が出ているビデオが作られた「ゴー」は、ビルボードで最高46位となった。
「カウントダウン・トゥ・ゼロ」のイントロで使われている効果音(Deep Note)は、THXのトレーラーで流れるサウンドロゴを借用している（英語版THXの記事も参照）。

## 収録曲
| 全作詞・作曲: ジョン・ウェットン、ジェフリー・ダウンズ（「ハード・オン・ミー」と「トゥー・レイト」のみウェットン、ダウンズ、カール・パーマー）。 |                                                   | | |      |
| # | タイトル                                          | 作詞 | 作曲・編曲 | 時間 |
| 1. | 「ゴー」(Go)                                      | ジョン・ウェットン 、 ジェフリー・ダウンズ （「ハード・オン・ミー」と「トゥー・レイト」のみウェットン、ダウンズ、 カール・パーマー ） | ジョン・ウェットン 、 ジェフリー・ダウンズ （「ハード・オン・ミー」と「トゥー・レイト」のみウェットン、ダウンズ、 カール・パーマー ） | 4:07 |
| 2. | 「ヴォイス・オブ・アメリカ」(Voice of America)    | ジョン・ウェットン 、 ジェフリー・ダウンズ （「ハード・オン・ミー」と「トゥー・レイト」のみウェットン、ダウンズ、 カール・パーマー ） | ジョン・ウェットン 、 ジェフリー・ダウンズ （「ハード・オン・ミー」と「トゥー・レイト」のみウェットン、ダウンズ、 カール・パーマー ） | 4:27 |
| 3. | 「ハード・オン・ミー」(Hard on Me)                | ジョン・ウェットン 、 ジェフリー・ダウンズ （「ハード・オン・ミー」と「トゥー・レイト」のみウェットン、ダウンズ、 カール・パーマー ） | ジョン・ウェットン 、 ジェフリー・ダウンズ （「ハード・オン・ミー」と「トゥー・レイト」のみウェットン、ダウンズ、 カール・パーマー ） | 3:34 |
| 4. | 「ウィッシング」(Wishing)                         | ジョン・ウェットン 、 ジェフリー・ダウンズ （「ハード・オン・ミー」と「トゥー・レイト」のみウェットン、ダウンズ、 カール・パーマー ） | ジョン・ウェットン 、 ジェフリー・ダウンズ （「ハード・オン・ミー」と「トゥー・レイト」のみウェットン、ダウンズ、 カール・パーマー ） | 4:15 |
| 5. | 「ロックンロール・ドリーム」(Rock and Roll Dream) | ジョン・ウェットン 、 ジェフリー・ダウンズ （「ハード・オン・ミー」と「トゥー・レイト」のみウェットン、ダウンズ、 カール・パーマー ） | ジョン・ウェットン 、 ジェフリー・ダウンズ （「ハード・オン・ミー」と「トゥー・レイト」のみウェットン、ダウンズ、 カール・パーマー ） | 6:51 |

| #   | タイトル                                          | 作詞 | 作曲・編曲 | 時間 |
| --- | ------------------------------------------------- | ---- | ---------- | ---- |
| 6.  | 「カウントダウン・トゥ・ゼロ」(Countdown to Zero) |      |            | 4:14 |
| 7.  | 「ラヴ・ナウ」(Love Now Till Eternity)            |      |            | 4:11 |
| 8.  | 「トゥー・レイト」(Too Late)                      |      |            | 4:12 |
| 9.  | 「サスピション」(Suspicion)                       |      |            | 3:45 |
| 10. | 「アフター・ザ・ウォー」(After the War)           |      |            | 5:11 |

## パーソネル
- カール・パーマー - ドラム
- マンディ・メイヤー - ギター
- ジェフリー・ダウンズ - キーボード、ボーカル
- ジョン・ウェットン - ボーカル、ベース
- ロイヤル・フィルハーモニー管弦楽団 - 「ロックンロール・ドリーム」におけるオーケストラ（編曲と指揮: Louis Clark）